# Die Komplizen: Mentoring für Schüler
Die Komplizen: Mentoring für Schüler gGmbH ist ein Mentoring-Programm zur Berufsfrühorientierung von Schülern. Ziel des Programms ist es, Schülern den Übergang von Schule zu Ausbildung oder Studium zu erleichtern. Eine Kombination von Tests, Seminaren, Arbeitsplatzbesichtigungen und persönliches Mentoring ermöglicht es den Jugendlichen, ihre jeweiligen Stärken und Eignungen herauszufinden. Das Programm richtet sich an öffentliche Gymnasien und Gesamtschulen. Seit 2014 beraten Die Komplizen auch Privatschulen und Internate beim Aufbau und der Umsetzung ganzheitlicher Berufsorientierungskonzepte. Darüber hinaus gibt es ein neues Angebot für Jugendliche, das „O-Camp“ zur Berufsorientierung in den Ferien, das auf den Erfahrungen und dem Komplizen-Netzwerk aufsetzt und Elemente des Schulprogramms verdichtet anbietet. Im Wochenende-Seminar „Eltern O-Camp“ sollen Mütter und Väter befähigt werden, als „Mentoren“ ihr Kind im Berufsorientierungsprozess selbst gezielt zu begleiten.

## Geschichte
Im Jahr 2005 von Philip Scherenberg in München gegründet, hat sich das Komplizen-Programm rasch weiter entwickelt. 2007 wurden die Komplizen von der Innovationsinitiative Deutschland – Land der Ideen ausgezeichnet und waren Veranstalter der Ersten Deutschen Jugend-Mentoring-Messe in München. Beim Bundeswettbewerb startsocial 2008 und 2011 gewannen sie ein dreimonatiges Beratungsstipendium. 2009 wurde das Programm in Stuttgart und München, 2010 in Berlin und Hamburg und 2012 in Augsburg eingeführt. Weitere Standorte wurden in Dresden, Leipzig und Chemnitz aufgebaut.
Das Unternehmen ist seit Mai 2011 Mitglied der Allianz für Bildung des Bundesministeriums für Bildung und Forschung unter der Schirmherrschaft der ehemaligen Bundesbildungsministerin Annette Schavan.

## Mentor und Mentee
Das Programm können bisher Schüler der Schulstufen zehn und elf des Schultyps Gymnasium in Anspruch nehmen. Die Teilnahme ist unabhängig von Herkunft, Religion, schulischen Leistungen oder familiärem Hintergrund. Die Schüler durchlaufen zu Beginn des Programms einen Interessentest, der zum einen den Schülern ihre eigenen Potenziale vor Augen führen soll und zum anderen einen elementaren Bestandteil der individuellen Mentorensuche darstellt. Des Weiteren besuchen sie ein Seminar, das die Basis für das folgende Programm legt. Am Kick-Off, der offiziellen Auftaktveranstaltung, lernen die Mentees ihren Mentor kennen, der sie individuell bei der Studien- oder Ausbildungswahl berät und unterstützt. Zudem haben sie die Möglichkeit, Arbeitsplätze der Mentoren zu besichtigen und somit einen praktischen Eindruck von verschiedenen Berufen zu erhalten.
Die ehrenamtlichen Mentoren sind in der Regel zwischen 25 und 39 Jahre alt. Zur Vorbereitung auf ihre Rolle wird ihren Mentoren ein kostenloses, durch einen professionellen Coach geführtes Mentorentraining angeboten.

## Nutzen
Laut einer Studie des Hochschul-Informations-Systems aus dem Jahr 2012 brechen ca. 19 % aller FH-Studenten ihr Studium ab, an den Universitäten sind es 35 %.
Das Mentoring-Programm ermöglicht es Schülern, sich mit erwachsenen Gesprächspartnern außerhalb des Abhängigkeitsverhältnisses von Eltern, Lehrern und Freunden auszutauschen, um von diesen Orientierungs- und Entscheidungshilfe bei der Berufsfindung zu erhalten und verschiedene Berufsfelder kennenzulernen. Der Aufbau eines eigenen Netzwerkes in den Bereichen Ausbildung, Karriere und Beruf garantiert den Schülern eine nachhaltige Wirkung. Eine Evaluation des Programms im Jahr 2013 hat ergeben, dass von den Teilnehmern weniger als 2 % ihre Ausbildung oder ihr Studium abbrechen.